# ХК ХВ71
ХК ХВ71 (швед. HV71) професионални је шведски клуб хокеја на леду из града Јенћепинга. Клуб се тренутно такмичи у елитној хокејашкој СХЛ лиги Шведске. Четвороструки је првак Шведске (1994/95, 2003/04, 2007/08, 2009/10).
Своје домаће утакмице од 2000. игра у дворани Кинарпс арена капацитета 7.400 седећих места за хокејашке утакмице, док је пре тога тим играо у мањој Росенлундхален дворани капацитета 4.500 места (срушена 2000). 

## Историјат
Хокејашки клуб ХВ71 формиран је у мају 1971. стапањем дотадашњих спортских друштава Хускварна (швед. Husqvarna IF) и Ветерстад (швед. Vätterstads IK) и у почетку је носио име Huskvarna/Vätterstads IF (које је убрзо скраћено на ХВ71). 
Клуб је са службеним такмичењима започео већ током сезоне 1971/72. у другој дивизији, а први пласман у елитни ранг шведског хокеја остварен је 1979. године. Међутим дебитантску сезону у елити клуб је окончао на последњем месту и аутоматски испао у нижи ранг такмичења. Нова промоција у елиту остварена је по окончању сезоне 1984/85. и од тада ХВ71 редовно игра у најјачем такмичењу у Шведској. Од 1994. до 2002. наступао је под именом ХВ71 Блу булси.
Прва титула националног првака освојена је у сезони 1994/95, а екипа се у плејоф пласирала тек са 8. позиције након лигашког дела сезоне. У четврфиналу савладана је екипа Јургордена, у полуфиналу Малме, а у великом финалу Бринес са укупно 4:1. ХВ71 је тако постао први клуб у историји који је освојио плејоф са стартне позиције број осам. 
Друга титула освојена је у сезони 2003/04, а претходило јој је прво место на табели лигашког дела сезоне. У финалу плејофа савладана је екипа Ферјестада са 4:3 у победама. Током четвртфиналне утакмице са Модо хокејом екипа је постигла рекордних 7 погодака у једној трећини, а утакмица је завршена коначном победом од 10:1.
У периоду од 2007. до 2010. освојене су две титуле националног првака (у сезонама 2007/08. и 2009/10) и остварен пласман у финале плеј офа 2008/09. где је забележен пораз од Ферјестада са 1:4 у победама.

## Клупски успеси
- Национални првак: 4 пута (1994/95, 2003/04, 2007/08, 2009/10)
- Финалиста плеј-офа: 1 пут (2008/09)

## Повучени бројеви дресова
Због великих заслуга појединих играча за сам клуб, ХК ХВ71 је из употребе повукао дресове са следећим бројевима:
| - #1 Стефан Лив (Г) - #7 Пер Гусафсон (О) | - #14 Фредрик Стилман (О) - #15 Стефан Ернског (Н) | - #76 Јохан Давидсон (Н) |